# Saulnay
Saulnay is een gemeente in het Franse departement Indre (regio Centre-Val de Loire) en telt 182 inwoners in 2011 (182 inw - 2007, 179 inw - 1999). De plaats maakt deel uit van het arrondissement Le Blanc.

## Geografie
De oppervlakte van Saulnay bedraagt 23,3 km², de bevolkingsdichtheid is 7,7 inwoners per km².
De onderstaande kaart toont de ligging van Saulnay met de belangrijkste infrastructuur en aangrenzende gemeenten.

## Demografie
Onderstaande figuur toont het verloop van het inwonertal (bron: INSEE-tellingen).

## Bezienswaardigheden
- De steen van Fuseau, een dolmen uit de Bronstijd.
- De Romaanse kerk Saint Martin uit de 15de eeuw.
- Het kasteel van Cigogne
- het kasteel van Notz-Marafin
- site van een oude romeinse villa
- Het landhuis La Marchandière dat via een ondergrondse doorgang verbonden is met het kasteel van Palluau-sur-Indre.